# Cola pulcherrima
Cola pulcherrima är en malvaväxtart som beskrevs av Adolf Engler. Cola pulcherrima ingår i släktet Cola och familjen malvaväxter. Inga underarter finns listade i Catalogue of Life.